# Эстерхази, Мориц
Мориц Эстергази (венг. Esterházy Móric; 27 апреля 1881 — 28 июня 1960) — премьер-министр Венгрии в 1917 году. Дед писателя Петера Эстерхази.

## Биография
Происходит из влиятельной аристократической семьи Эстерхази. В 1899—1904 годах учился в Будапеште и Оксфорде. С 1905 года принимал участие в политической жизни. После начала Первой мировой войны добровольцем ушёл в армию, служил на фронтах в России и Сербии. В 1917 году был отправлен обратно в резерв, а 15 июня того же года был назначен императором Карлом I Габсбургом (венгерский король Карл IV) премьер-министром Королевства Венгрии. Прежде всего был реформатором избирательной системы.
С 25 января по 8 мая 1918 года входил в кабинет Шандора Векерле — вначале в качестве министра без портфеля (по факту — здравоохранение), затем как руководитель министерства по делам религии и народного образования. Во время Венгерской советской республики руководил земледельческой школой в Чакваре, после падения диктатуры пролетариата ушёл в отставку и удалился заниматься сельским хозяйством в своём имении.
В политику вернулся в 1931 году, избранный от Христианской экономической и социальной партии. В 1939 и 1944 годах проходил как кандидат Партии венгерской жизни. Поддерживал попытки правительства Миклоша Каллаи заключить перемирие с Антигитлеровской коалицией и вывести страну из войны, за что после прихода к власти нацистской партии «Скрещенные стрелы» был схвачен Гестапо 16 октября 1944 года и депортирован из страны по указанию правительства. В феврале 1945 года был брошен в концентрационный лагерь Маутхаузен, откуда смог вернуться в Венгрию только в сентябре того же года. В 1951 году вместе с семьёй был выслан правительством Ракоши из столицы; во время интернирования работал гробокопателем. В 1956 году вместе с дочерью эмигрировал в Вену.